# Florence Auer
Florence Auer (ur. 3 marca 1880 w Albany, zm. 14 maja 1962 w Nowym Jorku) – amerykańska aktorka filmowa.